# کارل شوته
کارل شوته (انگلیسی: Carl Schutte; ۵ اکتبر ۱۸۸۷ – ۲۴ ژوئن ۱۹۶۲) دوچرخه‌سوار اهل ایالات متحده آمریکا بود. وی در بازی‌های المپیک تابستانی ۱۹۱۲ شرکت کرده است.